# Nationalpark Stenshuvud
Der Nationalpark Stenshuvud liegt in Schweden, an der schonischen Ostseeküste etwas südlich von Kivik. Stenshuvud, das „Steinerne Haupt“, ist ein aus Granit bestehender Berg, der sich fast 100 m über das Meer erhebt. Er ist seit Menschengedenken ein Orientierungspunkt für Seefahrer.
Die Gesteine, die Stenshuvud aufbauen, sind deutlich härter als die umgebenden sedimentären Gesteine des Paläozoikums. Letztere wurden daher durch Erosion stärker abgetragen, wodurch Stenshuvud als Härtling stehen geblieben ist.
Der Nationalpark ist von Laubwald geprägt. Es überwiegen Hainbuchen. Unter den Hunderten von Pflanzen, die aufgrund des milden Klimas hier wachsen, sind vor allem die zahlreichen Orchideen zu nennen. Auch die Vogelwelt ist zahlreich vertreten, unter anderem gibt es viele Nachtigallen.
Der Stenshuvud-Nationalpark ist mit dem Auto leicht zu erreichen. Im Park gibt es ein Besucherzentrum, Stenshuvud naturum, mit Ausstellung. Wanderwege führen durch den Park und auf den Gipfel von Stenshuvud.